# دره نگر
دره نگر (به انگلیسی: Nagar Valley) یک دره در پاکستان است که در گلگت-بلتستان واقع شده‌است. دره نگر به دو تحصیل به نام‌های نگر-۱ و نگر-۲ تقسیم می‌شود. این دره در ارتفاع ۲۴۳۸ متری از سطح دریا قرار دارد.